# Ledenec přímořský

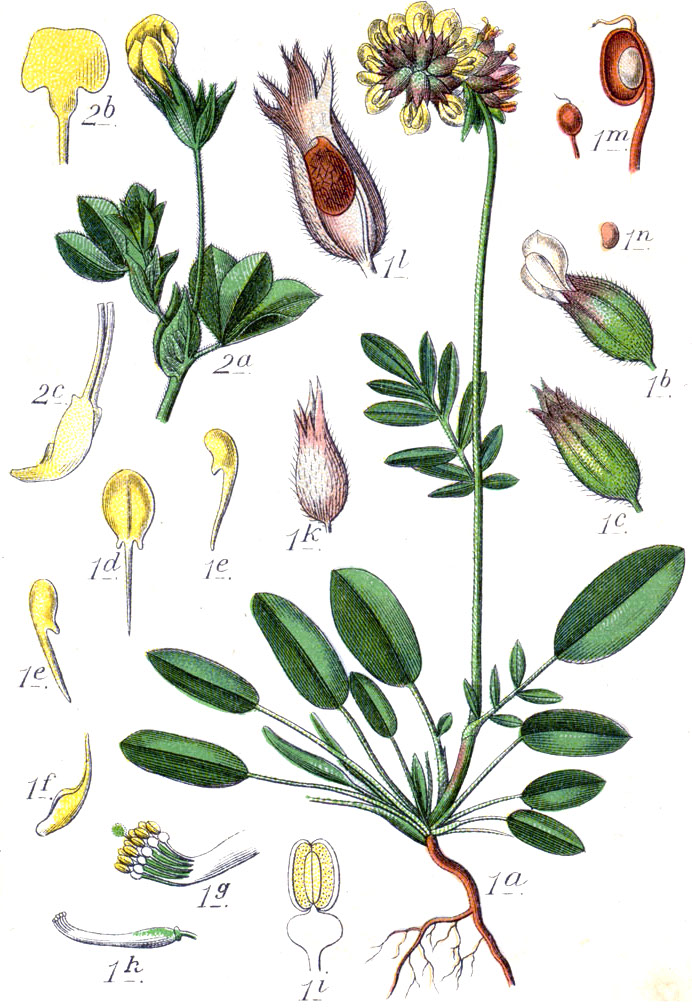
Nákres ledence přímořského

Ledenec přímořský (Lotus maritimus) je středně vysoká, jedovatá, vytrvalá, planě rostoucí rostlina. Podle starších taxonomických poznatků je druhem rodu ledenec (Tetragonolobus), podle novějších je pod vědeckým jménem Lotus maritimus  přeřazen do rodu štírovník.

## Rozšíření
Bylina s převážně středoevropským a jihoevropským rozšířením, který ostrůvkovitě zasahuje do severozápadní Afriky, Malé Asie (Turecko) a na Kavkaz (Gruzie). Severní hranice souvislého výskytu je ohraničená jihem Skandinávského poloostrova, západní hranice východem Francie a východní západem Ukrajiny. Ve Velké Británii je považován za druhotně zavlečený druh.
V České republice se vyskytuje roztroušeně až vzácně. Nachází se od nížin do podhůří (500 m n. m.) v teplejších lokalitách středních Čech a jižní Moravy. Pro svůj řídký výskyt je ledenec přímořský v ČR řazen mezi ohrožené druhy české flory.

## Ekologie
Tento hemikryptofyt obvykle vyrůstá na rašeliništích, střídavě vlhkých loukách, pastvinách, travnatých okrajích cest, březích vodních nádrží nebo v příkopech kolem cest. Vyhovují mu i mírně zasolená místa která mohou být i střídavě pod vodou. Potřebuje těžší jílovité nebo slínovité půdy dostatečně zásobené minerály.
Druh je v závislosti na stanovištních podmínkách velmi variabilní, hlavně co se týče velikosti rostliny a listů, méně již květů.

## Popis
Vytrvalá, 25 až 40 cm vysoká bylina s poléhavou, vystoupavou nebo ve vyšším porostu i přímou lodyhou vyrůstající se šupinatého plazivého oddenku. Od spodu rozvětvená lodyha je porostlá trojčetnými, nasivělými, mírně dužnatými listy dlouhými 10 až 20 a širokými 7 až 10 cm s krátkými řapíky a vejčitými palisty delšími než řapíky. Boční lístky jsou obvejčité až podlouhlé, na bázi klínovité a na vrcholu krátce zahrocené, prostřední lístek je eliptický a na konci tupý nebo zakulacený. Lodyhy i listy jsou měkce chlupaté.
Květy na krátkých stopkách tvoří jedno nebo dvoukvětá okolíkatá květenství podepřená třemi kopinatými listeny. Souměrný, úzce trubkovitý kalich, dlouhý 15 mm, je zelený a má trojúhelníkovité zuby. Sírově žlutá koruna, dlouhá 22 mm, má jemně hnědě proužkovanou pavézu a při odkvětu často červená. V květu je deset dvoubratrých tyčinek, pět je jich delších. Rostlina vykvétá od května do července, opylována je hmyzem. Ploidie druhu je 2n = 14.

## Rozmnožování
Plodem je úzce válcovitý lusk se čtyřmi roztřepenými křídly a zobáčkem, bývá 6 cm dlouhý a 0,5 cm široký. Je šedohnědě zbarvený, lysý a obsahuje 10 až 25 semen. Ta jsou asi 2 mm velká, nepravidelně kulovitá a nahnědlá s černými skvrnkami.

## Toxicita
Rostlina je jedovatá, obsahuje aminokyselinu kanavanin působí jako inhibitor proteinové syntézy. Na druhé straně obsahuje kumarin skopoletin (obdobně jako andělika lékařská) s mnoha zajímavými biologickými účinky, např. spasmolytickým, protizánětlivým, antioxidačním, antifungálním i antimutagenním.

## Ohrožení
Mnoho lokalit, na kterých ledenec přímořský v minulosti rostl, bylo vysušeno a přeměněno v ornou půdu. Počet míst kde roste se značně snížil a proto byl v “Červeném seznamu cévnatých rostlin České republiky“ zařazen mezi ohrožené druhy (C3).

## Galerie

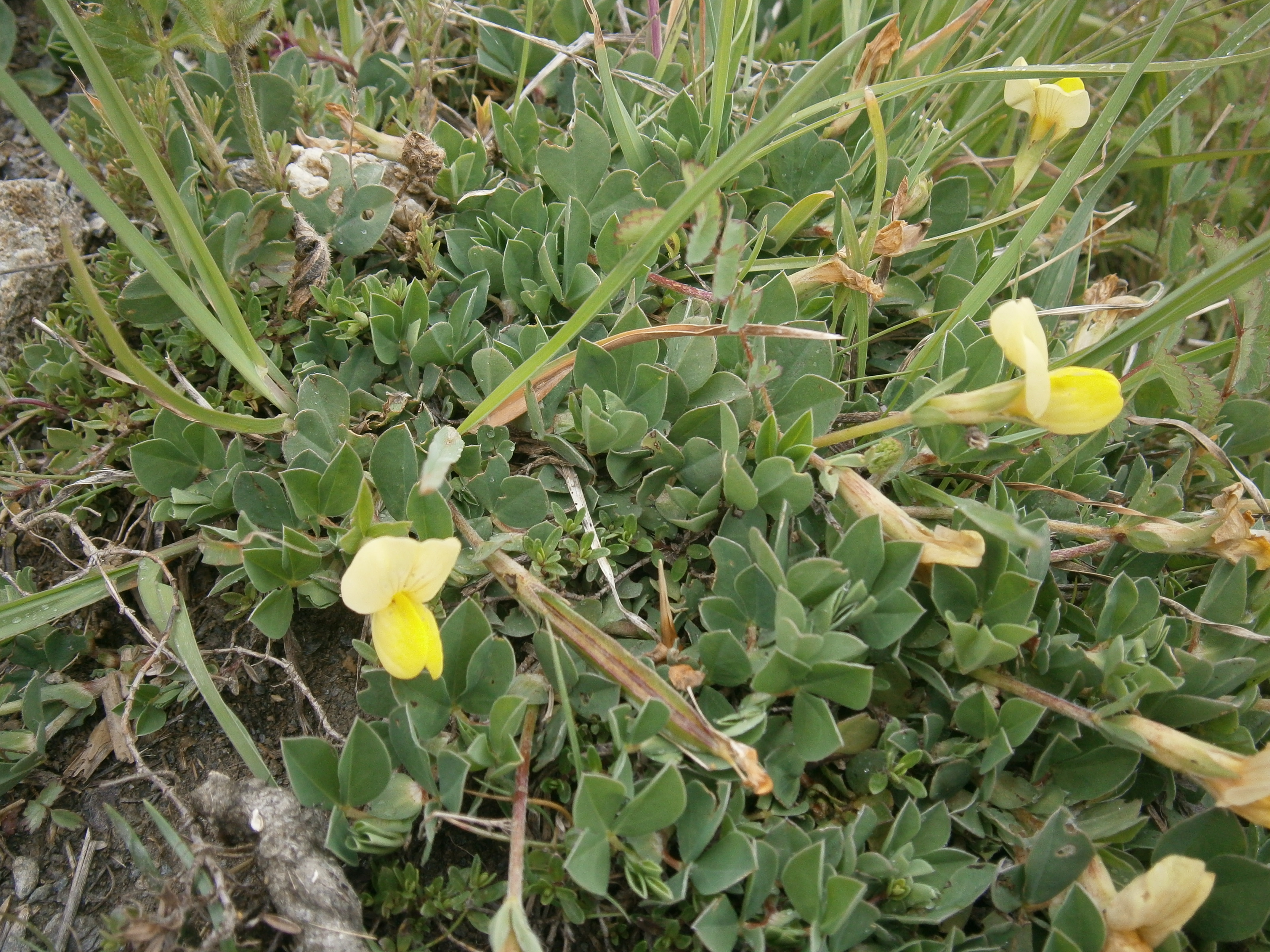
Polodužnaté listy
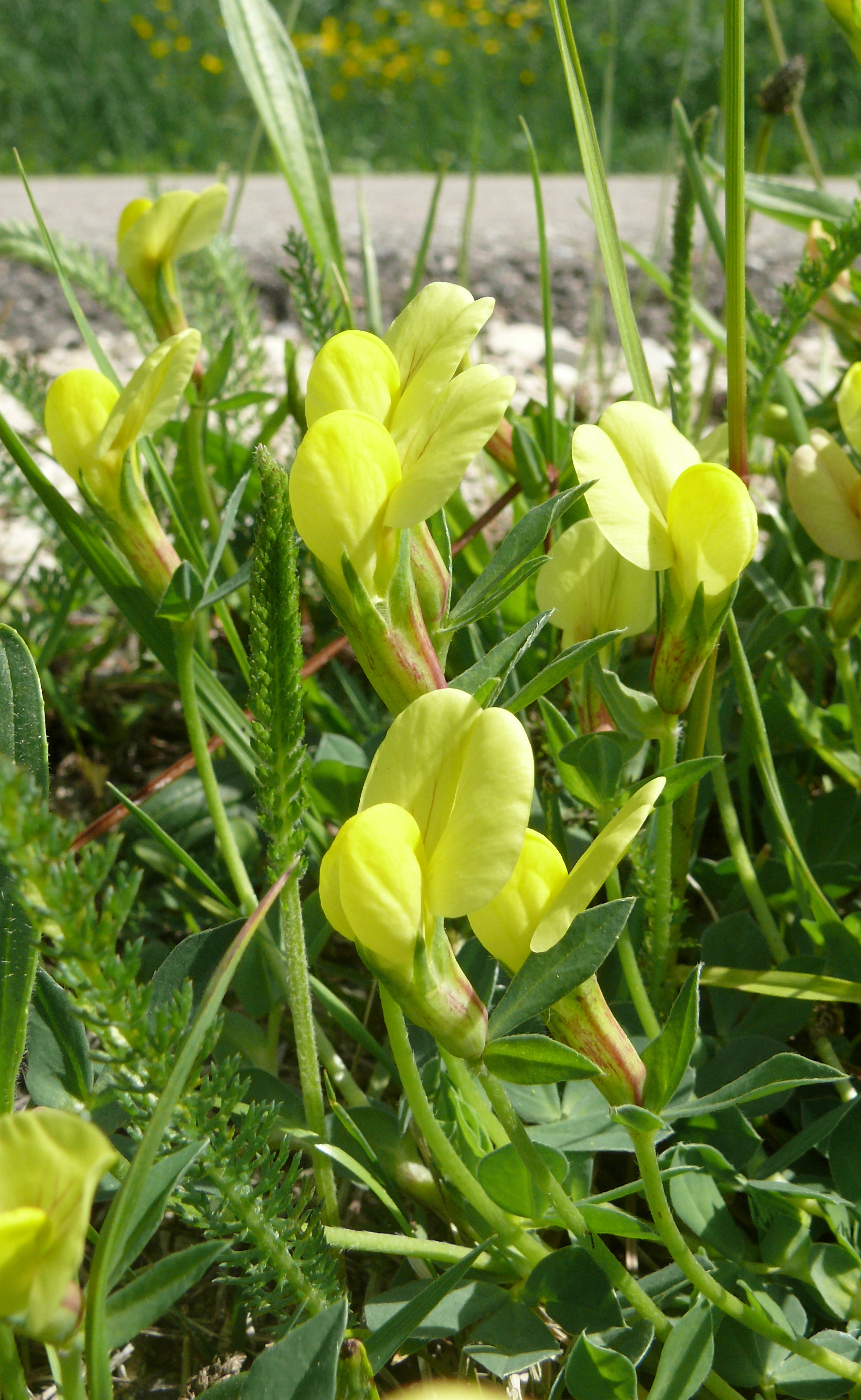
Květy
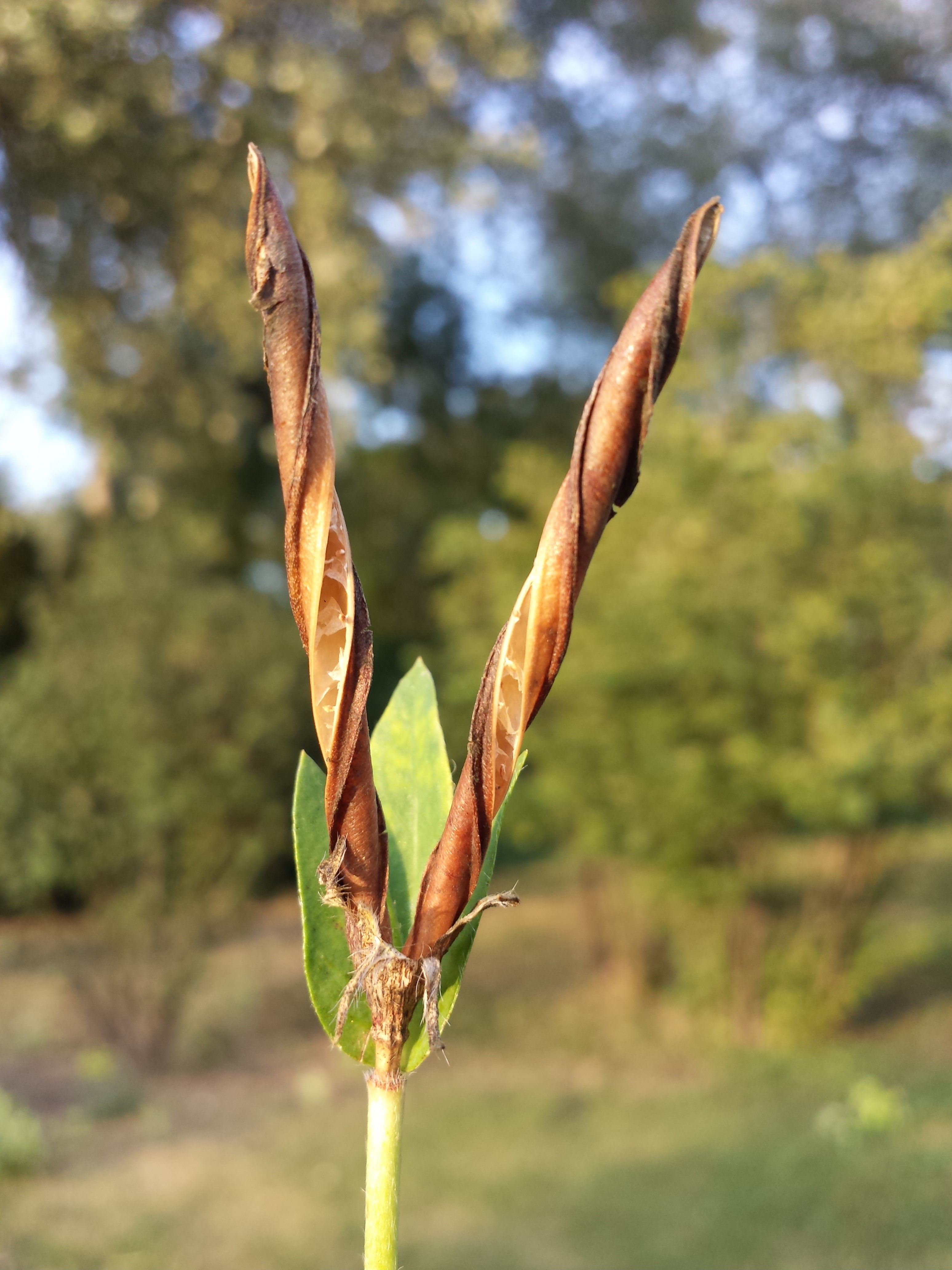
Zrající lusky
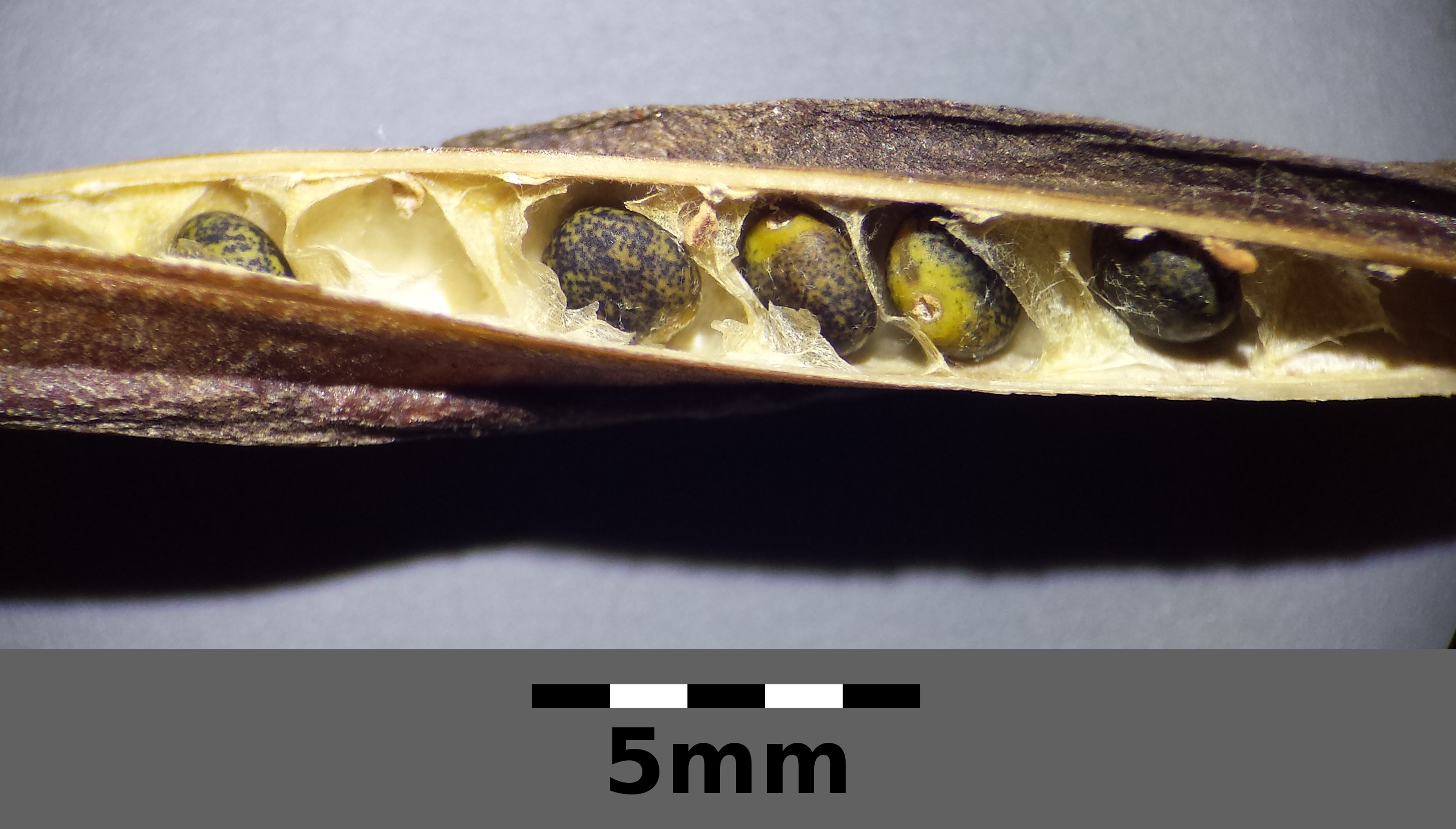
Otevřený lusk se semeny